# Cedar Rapids (Iowa)
Cedar Rapids ist eine Stadt und Verwaltungssitz des Linn County im US-amerikanischen Bundesstaat Iowa. Laut Volkszählung im Jahr 2020 hatte die zweitgrößte Stadt des Bundesstaates 137.710 Einwohner. Cedar Rapids ist die Kernstadt der gleichnamigen Metropolregion.
Cedar Rapids wird als „City of Five Seasons“ vermarktet, die fünfte Jahreszeit ist dabei „a time to enjoy.“ Der Begriff „Five Seasons“ taucht in der Stadt in vielfältiger Form auf.

## Geografie
Cedar Rapids liegt im Osten Iowas am Cedar River, der über den Iowa River zum Stromgebiet des Mississippi gehört. Benannt wurde die Stadt nach den Stromschnellen (eng: Rapids) im Cedar River.
Die geografischen Koordinaten von Cedar Rapids sind 41°58′59″ nördlicher Breite und 91°40′07″ westlicher Länge. Das Stadtgebiet erstreckt sich über eine Fläche von 186,66 km², die sich auf 183,37 km² Land- und 3,29 km² Wasserfläche verteilen.
Nachbarorte von Cedar Rapids sind Toddville, Hiawatha und Robins (an der nördlichen Stadtgrenze), Marion und Bertram (an der östlichen Stadtgrenze), Ely (16,6 km südöstlich), Shueyville und Swisher (an der südlichen Stadtgrenze), Fairfax (an der südwestlichen Stadtgrenze), Atkins (19 km westlich) sowie Palo (17,9 km nordwestlich).
Die nächstgelegenen größeren Städte sind Waterloo (88,2 km nordwestlich) und Iowas frühere Hauptstadt Iowa City (42,8 km südsüdöstlich). Die nächstgelegenen weiteren größeren Städte sind Wisconsins Hauptstadt Madison (264 km nordöstlich), Rockford in Illinois (252 km östlich), Chicago in Illinois (364 km in der gleichen Richtung), die Quad Cities in Iowa und Illinois (125 km ostsüdöstlich), St. Louis in Missouri (457 km südsüdöstlich), Kansas City in Missouri (507 km südwestlich), Iowas aktuelle Hauptstadt Des Moines (192 km westsüdwestlich), Nebraskas größte Stadt Omaha (414 km in der gleichen Richtung), Sioux City (425 km westlich), South Dakotas größte Stadt Sioux Falls (554 km westnordwestlich), Rochester in Minnesota (268 km nordnordwestlich) und die Twin Cities in Minnesota (401 km in der gleichen Richtung).

## Verkehr
Der Interstate Highway 380 durchquert die Stadt in Nord-Süd-Richtung. Der zum Freeway ausgebaute U.S. Highway 30 verläuft in West-Ost-Richtung durch den Süden des Stadtgebiets von Cedar Rapids. Von Nordost nach Südwest führt der U.S. Highway 151 durch die Stadt. Der Iowa State Highway 100 führt in West-Ost-Richtung durch den Norden des Stadtgebiets. Alle weiteren Straßen sind untergeordnete Landstraßen, teils unbefestigte Fahrwege sowie innerörtliche Verbindungsstraßen.
Vier Güterbahnen Union Pacific Railroad (UP), Cedar Rapids and Iowa City Railway (Crandic), Canadian National Railway und Iowa Northern, bedienen die Stadt planmäßig. Crandic und die Iowa Interstate Railroad haben ihre Firmenzentralen in Cedar Rapids.
Mit dem Eastern Iowa Airport befindet sich 15 km südlich des Stadtzentrums der Flughafen von Cedar Rapids, der von einigen größeren amerikanischen Fluglinien bedient wird.

## Wirtschaft und Arbeit
In Cedar Rapids sind der Cerealienhersteller Quaker Oats (gehört zu PepsiCo) und der Radio- und Kommunikationsausrüster Rockwell Collins ansässig.

## Bevölkerung
Nach der Volkszählung im Jahr 2010 lebten in Cedar Rapids 126.326 Menschen in 53.236 Haushalten. Die Bevölkerungsdichte betrug 688,9 Einwohner pro Quadratkilometer. In den 53.236 Haushalten lebten statistisch je 2,31 Personen.
Ethnisch betrachtet setzte sich die Bevölkerung zusammen aus 88,0 Prozent Weißen, 5,6 Prozent Afroamerikanern, 0,3 Prozent amerikanischen Ureinwohnern, 2,2 Prozent Asiaten, 0,1 Prozent Polynesiern sowie 0,9 Prozent aus anderen ethnischen Gruppen; 2,9 Prozent stammten von zwei oder mehr Ethnien ab. Unabhängig von der ethnischen Zugehörigkeit waren 3,3 Prozent der Bevölkerung spanischer oder lateinamerikanischer Abstammung.
23,5 Prozent der Bevölkerung waren unter 18 Jahre alt, 63,4 Prozent waren zwischen 18 und 64 und 13,1 Prozent waren 65 Jahre oder älter. 50,9 Prozent der Bevölkerung waren weiblich.
Das mittlere jährliche Einkommen eines Haushalts lag bei 52.216 USD. Das Pro-Kopf-Einkommen betrug 28.458 USD. 11,8 Prozent der Einwohner lebten unterhalb der Armutsgrenze.

## Bekannte Bewohner

### Geboren in Cedar Rapids
- Alanna Arrington (* 1998), Model
- Ben Askren (* 1984), Mixed-Martial-Arts-Kämpfer
- Douglas Barr (* 1949), Schauspieler, Drehbuchautor, Regisseur und Winzer
- George Joseph Biskup (1911–1979), Erzbischof von Indianapolis
- Paul Conrad (1924–2010), Karikaturist
- Geof Darrow (* 1955), Comiczeichner
- Michael Daugherty (* 1954), Komponist, Pianist und Musikpädagoge
- Karl David-Djerf (* 1977), Schauspieler
- Don DeFore (1913–1993), Schauspieler
- Bobby Driscoll (1937–1968), Oscar-prämierter US-Kinderstar der 1940er und 1950er Jahre
- Michael Emerson (* 1954), Schauspieler
- Terry Farrell (* 1963), Schauspielerin und ehemaliges Fotomodell
- Robert Fletcher (1922–2021), Kostümbildner
- James William Good (1866–1929), Politiker, Mitglied des US-Repräsentantenhauses
- Michael D. Green (1941–2013), Historiker
- Beulah Gundling (1916–2003), Synchronschwimmerin, Aquatic Artist und Choreografin
- Donald A. Gurnett (1940–2022), Physiker
- John Hench (1908–2004), Illustrator, Storyboarder und Production Designer
- Nathan Hill (* 1975), Schriftsteller
- Victor Hopkins (1904–1969), Radrennfahrer
- John W. Hudachek (1930–2010), Generalmajor der United States Army
- Zach Johnson (* 1976), Profigolfer der PGA TOUR
- Ashton Kutcher (* 1978), Schauspieler und Showmoderator
- Timothy LeDuc (* 1990), Eiskunstläufer
- Ron Livingston (* 1968), Schauspieler
- Keegan Murray (* 2000), Basketballspieler
- Richard J. Naughton (1946–2011), Vizeadmiral der United States Navy
- Chris Reed (* 1992), American-Football-Spieler
- John Sandford (* 1944), Schriftsteller
- Riley Smith (* 1978), Schauspieler und Model
- Harvey Sollberger (* 1938), Flötist, Komponist und Dirigent
- Carl Van Vechten (1880–1964), Fotograf und Autor
- Elijah Wood (* 1981), Schauspieler

### Sonstige
- Alexander Lippisch (1894–1976), Flugzeugkonstrukteur, lebte lange in Cedar Rapids
- William L. Shirer (1904–1993), Historiker, Journalist und Publizist, ging in Cedar Rapids zur Schule
- Grant Wood (1891–1942), Künstler, wuchs in Cedar Rapids auf